# Perkerdansk
Perkerdansk er en multietnolekt af dansk, der især tales af indvandrere og efterkommere af indvandrere. Ordet bruges især om den variant af dansk, der tales af indvandrere fra Mellemøsten.
"Perkerdansk" blev udbredt, efter at sprogforskerne Jens Normann Jørgensen og Tore Kristiansen i 1998 skrev kronikken "Pæredansk eller perkerdansk". I kronikken forsøgte forfatterne at rydde op i en række misforståelser om indvandreres sprogbrug.  De lagde vægt på, at indvandreres afvigelser fra standarddansk ikke nødvendigvis er udtryk for dårligt tilegnet sprog, det kan også være et tilvalg. Hensigten var at pege på den udbredte intolerance i det danske sprogsamfund over for både dialekter og dansk som andetsprog:
| „ | [I Danmark] skal dansk tales, så det lyder, som om man har dansk som modersmål. Ellers bliver man ugleset for ikke at ville lære at tale ordentligt eller nedvurderet for ikke at kunne lære at tale ordentligt. Pointen er gået manges næse forbi: man kan vælge at skifte kode, fordi det er praktisk, fordi det er effektivt, fordi det er sjovt, og fordi man vil vise, hvem man er. Man kan vælge at fastholde en accent i dansk, også når man ikke skifter kode, fordi man ikke vil forveksles med de indfødte danskere | “ |
|   | — Jørgensen & Kristiansen (1998) |   |

Jørgensen og Kristiansen definerer "pæredansk" ved at taleren har dansk som modersmål, og "perkerdansk" ved at taleren har dansk som andetsprog. Alle som har lært dansk uden for hjemmet, tæller ifølge Jørgensen og Kristiansens terminologi som perkerdansk-talere. Tore Kristiansen, den ene af kronikkens forfattere, har norsk som modersmål, og taler dansk med let norsk accent. Ifølge kronikken falder hans sprog også under kategorien perkerdansk.
Ordet har dog ikke bevaret denne brede betydning. I dag bruges perkerdansk fortrinsvis om den variant af dansk, der tales af indvandrere fra Mellemøsten.
Litterære værker på perkerdansk har været savnet. Yahya Hassans bredt omtalte debutdigtsamling fra 2013 ansås af en anmelder som det første værk, der indfriede forventningerne. Digtsamlingen benyttede sig af sproglige nyskabelser og kreative sprogfejl.